# Калпетта
Калпетта (англ. Kalpetta) — город в индийском штате Керала. Административный центр округа Ваянад. Средняя высота над уровнем моря — 780 метров. По данным всеиндийской переписи 2001 года, в городе проживало 29 602 человека, из которых мужчины составляли 50 %, женщины — соответственно 50 %. Уровень грамотности взрослого населения составлял 77 % (при общеиндийском показателе 59,5 %). Уровень грамотности среди мужчин составлял 81 %, среди женщин — 73 %. 12 % населения было моложе 6 лет.